# Yoshikatsu Kawaguchi
Yoshikatsu Kawaguchi (Fuji, prefectura de Shizuoka, Japó, 15 d'agost de 1975) és un exfutbolista japonès.

## Trajectòria
| Club                                   | País       | Any       |
| -------------------------------------- | ---------- | --------- |
| Yokohama Marinos / Yokohama F. Marinos | Japó       | 1994-2001 |
| Portsmouth FC                          | Anglaterra | 2001-2003 |
| FC Nordsjælland                        | Dinamarca  | 2003-2005 |
| Júbilo Iwata                           | Japó       | 2005-     |